# کامیلا بانوس
کامیلا بانوس (انگلیسی: Camila Banus؛ زادهٔ ۲۲ ژوئیهٔ ۱۹۹۰) بازیگر اهل ایالات متحده آمریکا است. او به خاطر بازی در نقش‌های لولا مونتز در سریال تلویزیونی «یک زندگی برای زیستن» (۲۰۰۸ تا ۲۰۰۹) از شبکه ABC، گابی هرناندز در مجموعه تلویزیونی روزهای زندگی ما (۲۰۱۰ تا ۲۰۱۴، ۲۰۱۵ تا ۲۰۲۳) از شبکه NBC و نینا فررا در سریال «ستار» (۲۰۱۸) از شبکه Fox شناخته می‌شود. بانوی در سال ۲۰۱۵، برای بازی در سریال «روزهای زندگی ما » نامزد دریافت جایزه امی برای بهترین بازیگر زن جوان در یک سریال درام شد.

## اوایل زندگی
بانوس در میامی بیچ، فلوریدا متولد شد. او یک خواهر کوچکتر به نام گابریلا بانوس دارد که او نیز بازیگر است. او اصالتاً اسپانیایی و کوبایی است. وی انگشت‌کبوتری به دنیا آمد و مادرش او را در کودکی در کلاس‌های باله ثبت نام کرد. و این چنین او به یک رقصنده رقابتی تبدیل شد.
او کودکی بسیار پرانرژی بود و وقتی شش ساله بود، مادرش در کتاب اول به دنبال یک مدیر استعدادیابی گشت. بانوس با یکی از آنها قرارداد بست و شروع به بازیگری در تبلیغات تلویزیونی کرد.

## حرفه
بانوس اولین حضور سینمایی خود را با بازی در نقش رینبو در فیلم «لنی سگ شگفت‌انگیز» (۲۰۰۵) تجربه کرد. در سال ۲۰۰۶ او به عنوان بازیگر مهمان در سریال دکستر ایفای نقش کرد. در سال‌های ۲۰۰۷ و ۲۰۰۸ به عنوان بازیگر مهمان در سریال‌های اسپانیایی زبان «ایمن و فوری» و «گابریل» حضور یافت.
بانوس در مجموعه تلویزیونی «یک زندگی برای زیستن» در نقش لولا مونتز بازی کرد. اولین پخش آن در ۱۶ اکتبر ۲۰۰۸ بود. در آوریل ۲۰۰۹ گزارش شد که مارتینز تصمیم به ترک سریال گرفته و بانوس از نقشش کنار گذاشته شده است. آخرین پخش آن در ۱۵ مه ۲۰۰۹ بود.
در اوت ۲۰۱۰ اعلام شد که بانوس برای ایفای نقش گابی هرناندز در مجموعه تلویزیونی روزهای زندگی ما انتخاب شده است. این نقش پیش از این توسط گابریلا رودریگز ایفا شده بود. اولین پخش آن در ۴ اکتبر ۲۰۱۰ بود.
در سال ۲۰۱۵ بانوس برای بازی در سریال «روزهای زندگی ما» نامزد دریافت جایزه امی برای بهترین بازیگر زن جوان در سریال درام شد. او به عنوان بازیگر مهمان در مجموعه تلویزیونی هاوایی فایو-زیرو ایفای نقش کرد. در اوت ۲۰۱۵ او اعلام کرد که به صورت بلندمدت به «روزهای زندگی ما» بازخواهد گشت. اولین پخش آن در ۱۷ سپتامبر ۲۰۱۵ بود. بانوس در نقش لوسیا ویلانوئوو در قسمت آزمایشی سریال «بارش برف» نیز بازی کرده است.

## فیلم‌شناسی
سینمایی
| سال  | عنوان                  | نقش                     | یادداشت‌ها               |
| ---- | ---------------------- | ----------------------- | ----------------------- |
| ۲۰۰۵ | لنی سگ شگفت‌انگیز       | رنگین کمان              |                         |
| ۲۰۱۳ | کانتر پانچ             | تالیا پورتیلو           |                         |
| ۲۰۱۴ | آرزو کردن و امید داشتن | سیمون فونیچلو           |                         |
| ۲۰۱۵ | موج‌های روی آب          | لیندا                   | فیلم کوتاه              |
| ۲۰۱۶ | همین حالا صحبت کنید    | نلا                     | همچنین تهیه‌کننده اجرایی |
| ۲۰۱۶ | دوربین شکسته           | کارمن                   | فیلم کوتاه              |
| ۲۰۱۷ | تقریباً شگفت‌انگیز       | تیلور                   |                         |
| ۲۰۲۳ | ماریگولد ماتادور       | گل همیشه بهار (قدیمی‌تر) |                         |
| ۲۰۲۳ | اتصال بد               | اوا                     |                         |
| ۲۰۲۴ | سرقت نهایی             | ویلا                    |                         |

تلویزیونی
| سال                  | عنوان                                 | نقش                        | یادداشت‌ها                             |
| -------------------- | ------------------------------------- | -------------------------- | ------------------------------------- |
| ۲۰۰۶                 | دکستر                                 | شنا کردن دختر              | قسمت: «کروکودیل»                      |
| ۲۰۰۷                 | ایمن و فوری                           | تینا                       | قسمت: «گل‌های شکوفه»                   |
| ۲۰۰۸                 | گابریل                                | خون‌آشام ۲۰۰۸               | ۲ قسمت                                |
| ۲۰۰۸–۲۰۰۹            | یک زندگی برای زیستن                   | لولا مونتز                 | نقش تکراری، ۴۹ قسمت                   |
| ۲۰۰۹                 | کیت ران را ببینید                     |                            | خلبان بدون پرواز                      |
| ۲۰۱۰                 | من توی گروه هستم                      | بیانکا اورتگا              | قسمت: «آرلین آزاردهنده»               |
| ۲۰۱۰                 | زیک و لوتر                            | خواهر بزرگ                 | قسمت: «قهرمانان محلی»                 |
| ۲۰۱۰–۲۰۱۴، ۲۰۱۵–۲۰۲۳ | روزهای زندگی ما                       | گابی هرناندز               | نقش قراردادی ۱,۱۲۷ قسمت               |
| ۲۰۱۴                 | ماتادور                               | دختر خدمتکار زیبای شماره ۲ | قسمت: «وارد کرم شو»                   |
| ۲۰۱۵                 | هاوایی فایو-زیرو                      | توری اونوما                | قسمت: "Ho'amoano"                     |
| ۲۰۱۶                 | معشوقه‌ها                              | کایلی                      | ۵ قسمت                                |
| ۲۰۱۷                 | بارش برف                              | لوسیا ویلانوو              | قسمت: پایلوت اصلی                     |
| ۲۰۱۷                 | آخرین فراری‌ها                         | ایزادورا                   |                                       |
| ۲۰۱۸                 | کرگدن                                 | سوفی                       | فیلم تلویزیونی                        |
| ۲۰۱۸                 | ستاره                                 | نینا فررا                  | نقش تکراری، ۷ قسمت                    |
| ۲۰۱۸                 | پرستار قاتل                           | تس هارپر                   | فیلم تلویزیونی                        |
| ۲۰۲۱                 | نویداد شیرین                          | کارمن تیرادو               | فیلم تلویزیونی                        |
| ۲۰۲۱                 | کابوس یک عروس                         | ایمان                      | فیلم تلویزیونی                        |
| ۲۰۲۱                 | روزهای زندگی ما: یک کریسمس بسیار سالم | گابی هرناندز               | فیلم تلویزیونی                        |
| ۲۰۲۲                 | روزهای زندگی ما: فراتر از سالم        | گابی هرناندز               | مینی‌سریال، ۳ قسمت (فصل ۲)             |
| ۲۰۲۲                 | پیچیده است                            | مندی                       | فیلم تلویزیونی همچنین تهیه‌کننده همکار |